# The Beau Brummels
The Beau Brummels – amerykańska grupa rockowa powstała w 1964 i rozwiązana w 1968. Nazwę grupa zapozyczyła od nazwiska słynnego brytyjskiego dandysa XIX w. Beau Brummella. Grupa reprezentowała styl folk rock, a w schyłkowym okresie swej działalności była pionierem stylu styl country rock. Choć grupa skutecznie konkurowała ze swym największym rywalem, The Byrds, ostatecznie do historii przeszła jako gwiazda jednego przeboju, którym była piosenka Laugh Laugh. 

## Skład
- Ron Elliott – gitara, śpiew
- Ron Meagher – gitara basowa
- Declan Mulligan – gitara
- John Peterson – perkusja
- Sal Valentino – śpiew

## Dyskografia
- 1965 Introducing the Beau Brummels
- 1965 The Beau Brummels, Vol. 2
- 1966 Beau Brummels '66
- 1967 Triangle
- 1968 Bradley's Barn
- 2000 Live!

## Nagrody, pozycje na listach przebojów i rekordy
- Piosenka Laugh Laugh została umieszczona na liście 500 piosenek które ukształtowały rock utworzonej przez Rock and Roll Hall of Fame.

| Albumy na liście Billboard 200 | Albumy na liście Billboard 200 | Albumy na liście Billboard 200 | Albumy na liście Billboard 200 |
| Rok                            | Album                          | pozycja                        |                                |
| ------------------------------ | ------------------------------ | ------------------------------ | ------------------------------ |
| 1965                           | Introducing The Beau Brummels  | 24                             |                                |
| 1967                           | Triangle                       | 197                            |                                |
| 1975                           | The Beau Brummels              | 180                            |                                |

| Single na liście The Billboard Hot 100 | Single na liście The Billboard Hot 100 | Single na liście The Billboard Hot 100 | Single na liście The Billboard Hot 100 |
| Rok                                    | Piosenka                               | pozycja                                |                                        |
| -------------------------------------- | -------------------------------------- | -------------------------------------- | -------------------------------------- |
| 1965                                   | Don't Talk To Strangers                | 52                                     |                                        |
| 1965                                   | Good Time Music                        | 97                                     |                                        |
| 1965                                   | Just A Little                          | 8                                      |                                        |
| 1965                                   | Laugh, Laugh                           | 15                                     |                                        |
| 1965                                   | You Tell Me Why                        | 38                                     |                                        |
| 1966                                   | One Too Many Mornings                  | 95                                     |                                        |